# Contea di Marshall (Tennessee)
La contea di Marshall in inglese Marshall County è una contea dello Stato del Tennessee, negli Stati Uniti. La popolazione al censimento del 2000 era di 26 767 abitanti. Il capoluogo di contea è Lewisburg.